# Gamze Altun
Gamze Altun, née le 29 juillet 2003 à Tarse, est une haltérophile turque.

## Carrière
Gamze Altun est médaillée d'argent à l'épaulé-jeté dans la catégorie des moins de 45 kg aux Championnats d'Europe d'haltérophilie 2023 à Erevan.